# Dalldorf
Dalldorf is een kleine gemeente in de Duitse deelstaat Sleeswijk-Holstein, en maakt deel uit van het Amt Lütau in de Kreis Hertogdom Lauenburg.
Dalldorf telt 341 inwoners.
Dalldorf is een weinig belangrijk, ietwat afgelegen boerendorpje. Het ligt aan het Elbe-Lübeckkanaal en aan het iets oostelijker, met veel meanders van noord naar zuid lopende, restant van het riviertje de Delvenau, ter plaatse ook nog wel Stecknitz genoemd. De Delvenau vormt hier de grens tussen Sleeswijk-Holstein en Mecklenburg-Voor-Pommeren.
Het dorp ligt direct ten zuiden van het iets grotere, en d.m.v. een grote camping toeristisch meer ontwikkelde Witzeeze.

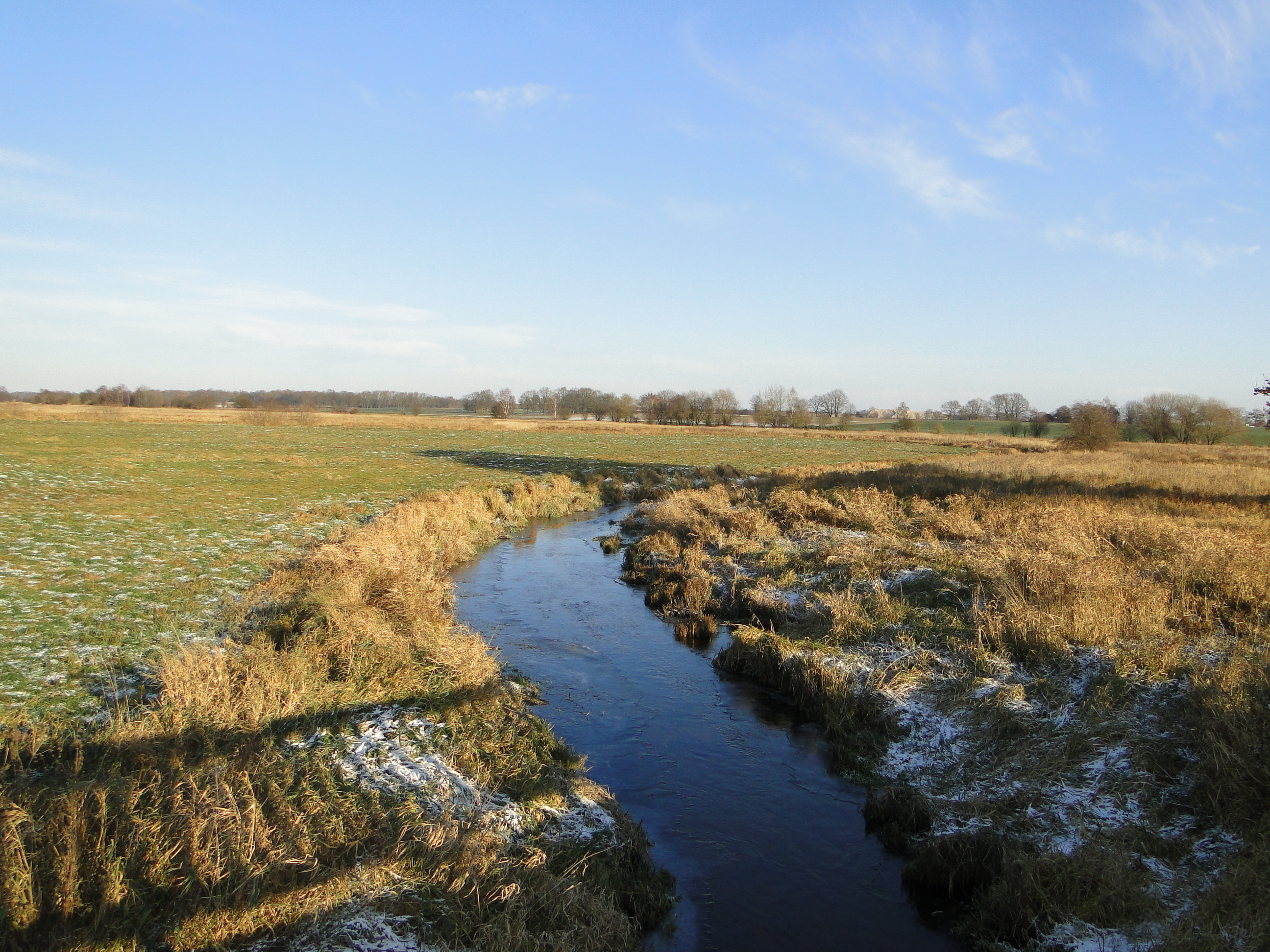
Het grensriviertje Stecknitz  of  Delvenau

Het heeft in de 20e eeuw aan een spoorlijntje tussen Büchen en Lauenburg een klein station gehad, dat niet meer bestaat. In 1961 raakte het dorp nog meer geïsoleerd, toen na de bouw van de Berlijnse Muur de autoriteiten van de DDR  de oostgrens van de gemeente naar Mecklenburg-Voor-Pommeren hermetisch afsloten. In 1989 werd de betonnen brug over de Delvenau of Stecknitz naar het Mecklenburgse dorpje Zweedorf (gemeente Schwanheide) heropend.
Bij Dalldorf bevindt zich een vakantiehuisjespark (Wochenend-Siedlung).
Albsfelde ·
Alt Mölln ·
Aumühle ·
Bäk ·
Bälau ·
Basedow ·
Basthorst ·
Behlendorf ·
Berkenthin ·
Besenthal ·
Bliestorf ·
Börnsen ·
Borstorf ·
Breitenfelde ·
Bröthen ·
Brunsmark ·
Brunstorf ·
Büchen ·
Buchholz ·
Buchhorst ·
Dahmker ·
Dalldorf ·
Dassendorf ·
Düchelsdorf ·
Duvensee ·
Einhaus ·
Elmenhorst ·
Escheburg ·
Fitzen ·
Fredeburg ·
Fuhlenhagen ·
Geesthacht ·
Giesensdorf ·
Göldenitz ·
Göttin ·
Grabau ·
Grambek ·
Grinau ·
Groß Boden ·
Groß Disnack ·
Groß Grönau ·
Groß Pampau ·
Groß Sarau ·
Groß Schenkenberg ·
Grove ·
Gudow ·
Gülzow ·
Güster ·
Hamfelde ·
Hamwarde ·
Harmsdorf ·
Havekost ·
Hohenhorn ·
Hollenbek ·
Hornbek ·
Horst ·
Juliusburg ·
Kankelau ·
Kasseburg ·
Kastorf ·
Kittlitz ·
Klein Pampau ·
Klein Zecher ·
Klempau ·
Klinkrade ·
Koberg ·
Kollow ·
Köthel ·
Kröppelshagen-Fahrendorf ·
Krukow ·
Krummesse ·
Krüzen ·
Kuddewörde ·
Kühsen ·
Kulpin ·
Labenz ·
Langenlehsten ·
Lankau ·
Lanze ·
Lauenburg/Elbe ·
Lehmrade ·
Linau ·
Lüchow ·
Lütau ·
Mechow ·
Möhnsen ·
Mölln ·
Mühlenrade ·
Müssen ·
Mustin ·
Niendorf/ Stecknitz ·
Niendorf bei Berkenthin ·
Nusse ·
Panten ·
Pogeez ·
Poggensee ·
Ratzeburg ·
Ritzerau ·
Römnitz ·
Rondeshagen ·
Roseburg ·
Sahms ·
Salem ·
Sandesneben ·
Schiphorst ·
Schmilau ·
Schnakenbek ·
Schönberg ·
Schretstaken ·
Schulendorf ·
Schürensöhlen ·
Schwarzenbek ·
Seedorf ·
Siebenbäumen ·
Siebeneichen ·
Sierksrade ·
Sirksfelde ·
Steinhorst ·
Sterley ·
Stubben ·
Talkau ·
Tramm ·
Walksfelde ·
Wangelau ·
Wentorf (Amt Sandesneben) ·
Wentorf bei Hamburg ·
Wiershop ·
Witzeeze ·
Wohltorf ·
Woltersdorf ·
Worth ·
Ziethen
Gemeentevrij gebied: Sachsenwald